# Појана Сарата (Бакау)
Појана Сарата (рум. Poiana Sărată) насеље је у Румунији у округу Бакау у општини Оитуз. Oпштина се налази на надморској висини од 438 m.

## Становништво
Према подацима из 2002. године у насељу је живело 312 становника, од којих су сви румунске националности.